# Apple Pay
Apple Pay je mobilní platební a digitální peněženka od společnosti Apple Inc., která umožňuje uživatelům provádět platby pomocí iPhone, Apple Watch, iPad nebo Mac. Apple Pay pracuje s většinou stávajících bezkontaktních terminálů.

## Služba

### Přehled
Apple Pay je mobilní platební služba, která umožňuje uživatelům provádět platby osobně, v aplikacích iOS nebo na webu. Digitalizuje a může nahradit čip z kreditní nebo debetní karty a PIN nebo transakci s magnetickým proužkem na terminálu bezkontaktního prodeje. Je to velmi podobné bezkontaktním platbám, které se již v mnoha zemích používají, s přidáním dvou-faktorové autentizace pomocí Touch ID, Face ID, PINu nebo hesla. Služba umožňuje zařízením Apple bezdrátově komunikovat s prodejními systémy pomocí NFC.

### Kompatibilita zařízení
Na iPhonech 6 a novějších (včetně iPhonu SE) lze službu využívat pro placení na terminálu, přes Apple Watch i na webu a v aplikacích. Na iPhonech 5, 5C a 5S lze službu využívat pro placení na terminálech pomocí propojených Apple Watch, bez nich službu používat nelze. Pouze pro placení v aplikacích a na webu lze službu využívat na některých iPadech a noteboocích MacBook Pro a MacBook Air z roku 2016, respektive 2018. Ve všech ostatních počítačích Mac vydaných v roce 2012 a později lze službu používat pouze v případě, že je počítač propojen s iPhonem nebo Apple Watch, které službu podporují.
| Zařízení                                                 | Platba přes Apple Watch | Platba přes NFC na terminálu | Platba na webu a v aplikacích |
| -------------------------------------------------------- | ----------------------- | ---------------------------- | ----------------------------- |
| iPhone 5                                                 | Ano                     | Ne                           | Ne                            |
| iPhone 5C                                                | Ano                     | Ne                           | Ne                            |
| iPhone 5S                                                | Ano                     | Ne                           | Ne                            |
| iPhone SE                                                | Ano                     | Ano                          | Ano                           |
| iPhone 6 / 6 Plus a novější                              | Ano                     | Ano                          | Ano                           |
| iPad Pro                                                 | Ne                      | Ne                           | Ano                           |
| iPad 5. generace a novější                               | Ne                      | Ne                           | Ano                           |
| iPad Air 2                                               | Ne                      | Ne                           | Ano                           |
| iPad Mini 3 a novější                                    | Ne                      | Ne                           | Ano                           |
| MacBook Pro (2016 a novější, pouze modely s Touch Barem) | Ne                      | Ne                           | Ano                           |
| MacBook Air (2018 a novější)                             | Ne                      | Ne                           | Ano                           |

### Banky podporující Apple Pay v Česku[2]
| #  | Banka                           | Rok  | Přesné datum      |
| -- | ------------------------------- | ---- | ----------------- |
| 1  | Air Bank                        | 2019 | 19. února 2019    |
| 2  | Česká Spořitelna                | 2019 | 19. února 2019    |
| 3  | Edenred                         | 2019 | 19. února 2019    |
| 4  | J&T                             | 2019 | 19. února 2019    |
| 5  | Komerční banka                  | 2019 | 19. února 2019    |
| 6  | mBank                           | 2019 | 19. února 2019    |
| 7  | MONETA Money Bank               | 2019 | 19. února 2019    |
| 8  | Twisto                          | 2019 | 19. února 2019    |
| 9  | Revolut                         | 2019 | 30. května 2019   |
| 10 | Unicredit Bank                  | 2019 | 18. července 2019 |
| 11 | Monese                          | 2019 | 18. července 2019 |
| 12 | Fio banka                       | 2019 | 15. října 2019    |
| 13 | Raiffeisenbank                  | 2019 | 15. října 2019    |
| 14 | ČSOB a ČSOB Poštovní spořitelna | 2019 | 5. listopadu 2019 |
| 15 | Curve                           | 2020 | 21. ledna 2020    |
| 16 | Equa bank                       | 2020 | 21. ledna 2020    |
| 17 | iCard                           | 2020 | 21. ledna 2020    |
| 18 | Banka CREDITAS a Richee         | 2020 | 18. února 2020    |
| 19 | Hello bank!                     | 2021 | 6. října 2021     |

### Dostupnost

Země, ve kterých je služba dostupná

| #  | Rok  | Přesné datum  | Zěmě                    |
| -- | ---- | ------------- | ----------------------- |
| 1  | 2014 | 20. října     | USA                     |
| 2  | 2015 | 14. července  | UK                      |
| 3  | 2015 | 17. listopadu | Kanada                  |
| 4  | 2015 | 19. listopadu | Austrálie               |
| 5  | 2016 | 18. února     | Čína                    |
| 6  | 2016 | 19. dubna     | Singapur                |
| 7  | 2016 | 7. července   | Švýcarsko               |
| 8  | 2016 | 19. července  | Francie                 |
| 9  | 2016 | 20. července  | Hongkong                |
| 10 | 2016 | 4. října      | Rusko                   |
| 11 | 2016 | 13. října     | Nový Zéland             |
| 12 | 2016 | 25. října     | Japonsko                |
| 13 | 2016 | 1. prosince   | Španělsko               |
| 14 | 2017 | 7. března     | Guernsey                |
| 15 | 2017 | 7. března     | Irsko                   |
| 16 | 2017 | 7. března     | Ostrov Man              |
| 17 | 2017 | 7. března     | Jersey                  |
| 18 | 2017 | 29. března    | Čínská republika        |
| 19 | 2017 | 17. května    | Itálie                  |
| 20 | 2017 | 17. května    | San Marino              |
| 21 | 2017 | 17. května    | Vatikán                 |
| 22 | 2017 | 24. října     | Dánsko                  |
| 23 | 2017 | 24. října     | Grónsko                 |
| 24 | 2017 | 24. října     | Finsko                  |
| 25 | 2017 | 24. října     | Švédsko                 |
| 26 | 2017 | 24. října     | Spojené arabské emiráty |
| 27 | 2018 | 4. dubna      | Brazílie                |
| 28 | 2018 | 17. května    | Ukrajina                |
| 29 | 2018 | 19. června    | Polsko                  |
| 30 | 2018 | 20. června    | Norsko                  |
| 31 | 2018 | 28. listopadu | Kazachstán              |
| 32 | 2018 | 28. listopadu | Belgie                  |
| 33 | 2018 | 11. prosince  | Německo                 |
| 34 | 2019 | 19. února     | Česko                   |
| 35 | 2019 | 19. února     | Saúdská Arábie          |
| 36 | 2019 | 24. dubna     | Rakousko                |
| 37 | 2019 | 8. května     | Island                  |
| 38 | 2019 | 21. května    | Maďarsko                |
| 39 | 2019 | 21. května    | Lucembursko             |
| 40 | 2019 | 11. června    | Nizozemsko              |
| 41 | 2019 | 26. června    | Bulharsko               |
| 42 | 2019 | 26. června    | Chorvatsko              |
| 43 | 2019 | 26. června    | Kypr                    |
| 44 | 2019 | 26. června    | Estonsko                |
| 45 | 2019 | 26. června    | Řecko                   |
| 46 | 2019 | 26. června    | Lotyšsko                |
| 47 | 2019 | 26. června    | Lichtenštejnsko         |
| 48 | 2019 | 26. června    | Litva                   |
| 49 | 2019 | 26. června    | Malta                   |
| 50 | 2019 | 26. června    | Portugalsko             |
| 51 | 2019 | 26. června    | Rumunsko                |
| 52 | 2019 | 26. června    | Slovensko               |
| 53 | 2019 | 26. června    | Slovinsko               |
| 54 | 2019 | 2. července   | Faerské ostrovy         |
| 55 | 2019 | 6. srpna      | Macao                   |